# Zenas
Zenas foi um general romano do início do século IV, ativo sob o usurpador Magêncio (r. 306–312). Segundo Zósimo, era um militar experiente e habilidoso. Em 310, foi enviado com o prefeito pretoriano Rúfio Volusiano para recuperar a África de Domício Alexandre.  Atravessaram à África com uma força pequena, mas bem treinada e derrotaram os rebeldes mal armados. Suas tropas causaram destruição em Cartago e outras cidades africanas e Alexandre foi cercado em Cirta e estrangulado.